# Аскарово (Бурзянский район)
Аска́рово (баш. Аҫҡар) — деревня в Бурзянском районе Башкортостана России, центр Аскаровского сельсовета.

## История
Основана башкирами Тангаурской волости Ногайской дороги на собственных землях, известна с середины XVIII века. Названа по имени первопоселенца, известны его сыновья Арслангул и Тангатар Аскаровы. 
В документах до 1926 года упоминается как Аскарово 1-е (Аскарово 2-е в Абзелиловском районе).
Жители Аскарово основали множество деревень и хуторов на большом расстоянии, например: Аскарово и Магазово (старое название Байназарово) в Абзелиловском районе.

## Население
| 2002 | 2009 | 2010 |
| ---- | ---- | ---- |
| 523  | ↗530 | ↘487 |

Национальный состав
Согласно переписи 2002 года, преобладающая национальность — башкиры (99 %).

## Географическое положение
Расстояние до:
- районного центра (Старосубхангулово): 49 км,
- ближайшей железнодорожной станции (Белорецк): 161 км.

## Религия
В деревне есть мечеть.

## Известные уроженцы
- Габидуллин, Самат Магадеевич  (1939—1997) — башкирский поэт, член Союза писателей Башкирской АССР (1988), заслуженный работник культуры Башкирской АССР (1990), лауреат премии имени С. Мухаметкулова (1992).

## Галерея

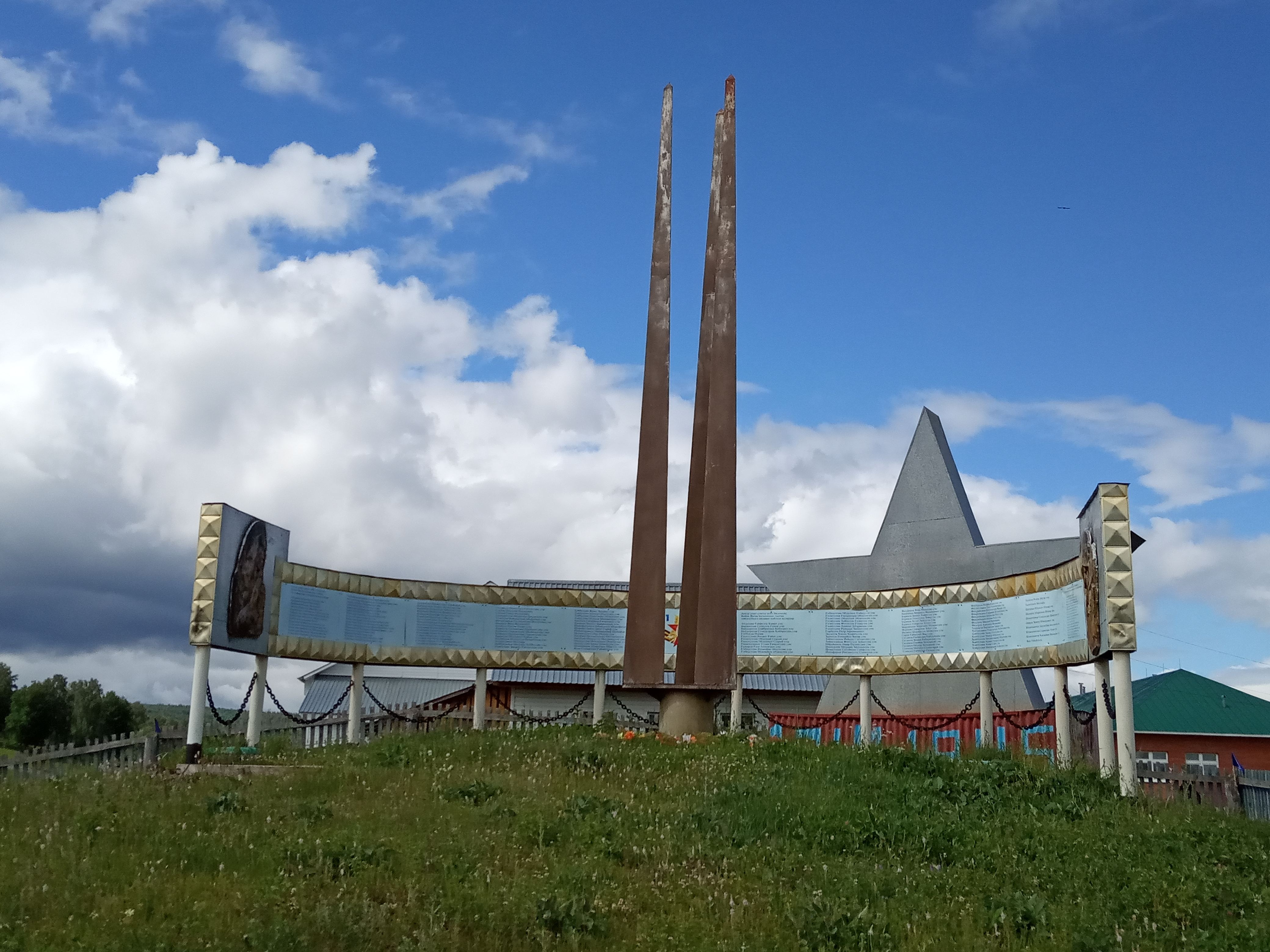
Памятник воинам Великой Отечественной войны 1941-1945 гг.
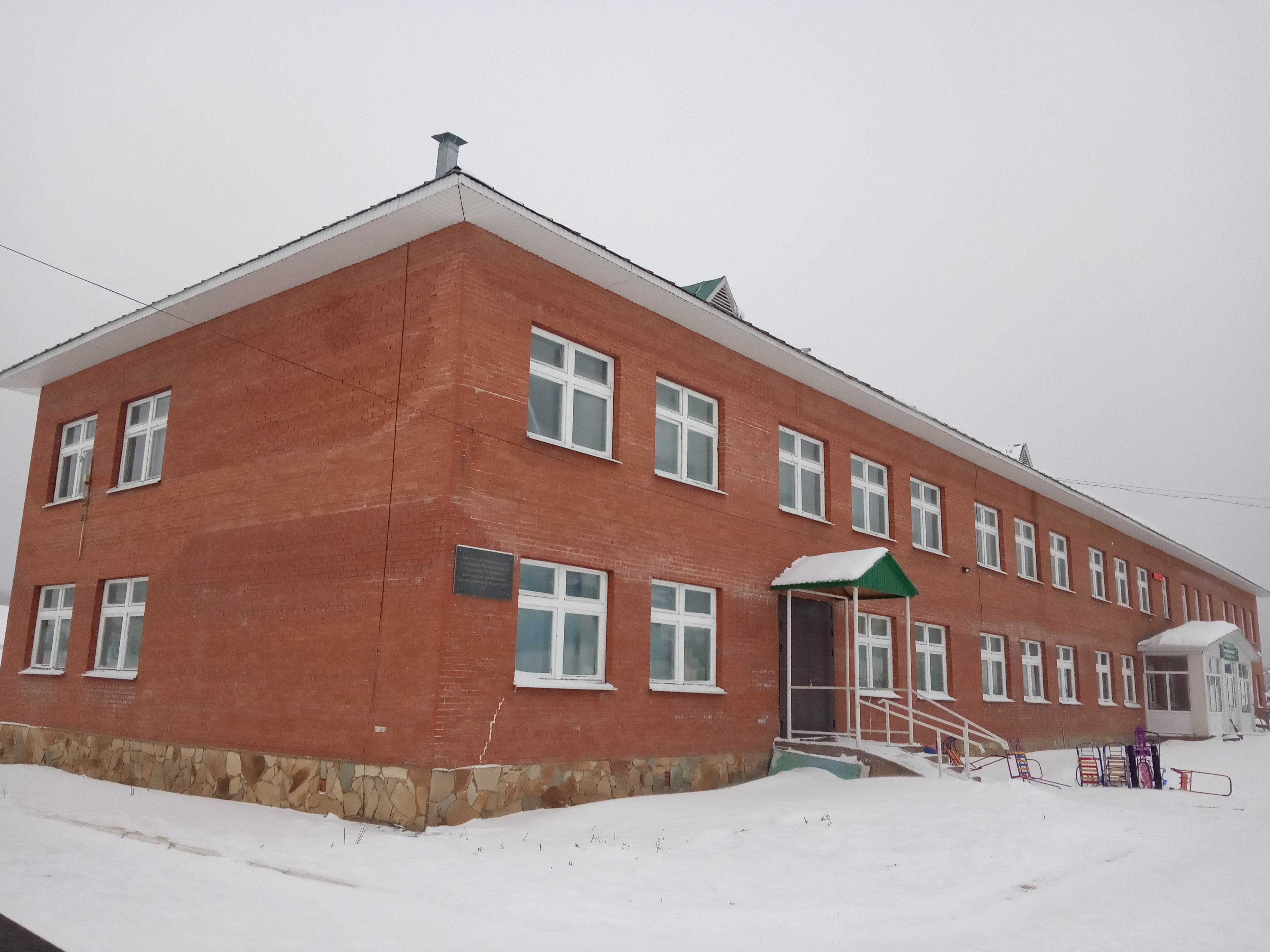
Школа
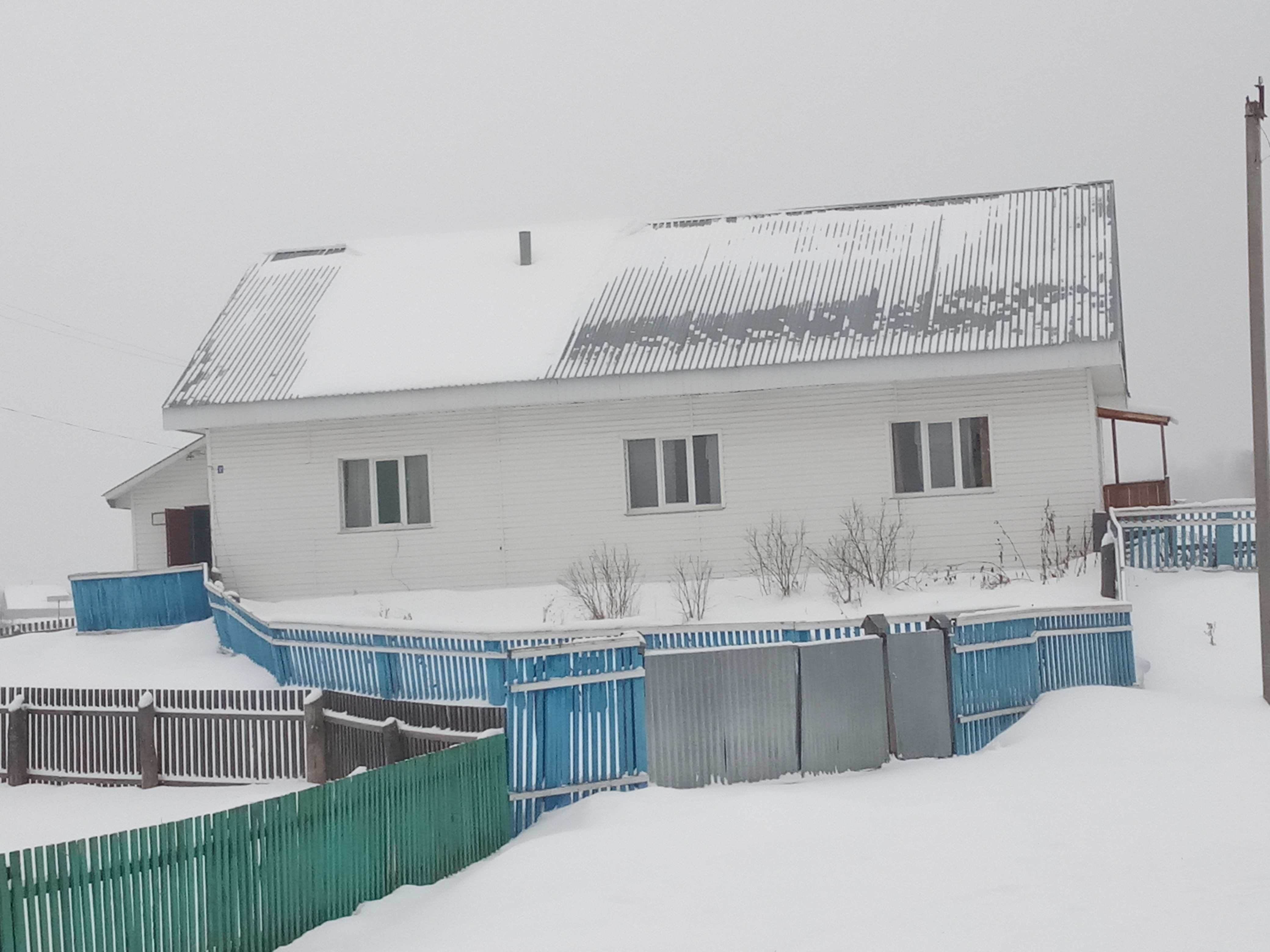
фельдшерско-акушерский пункт
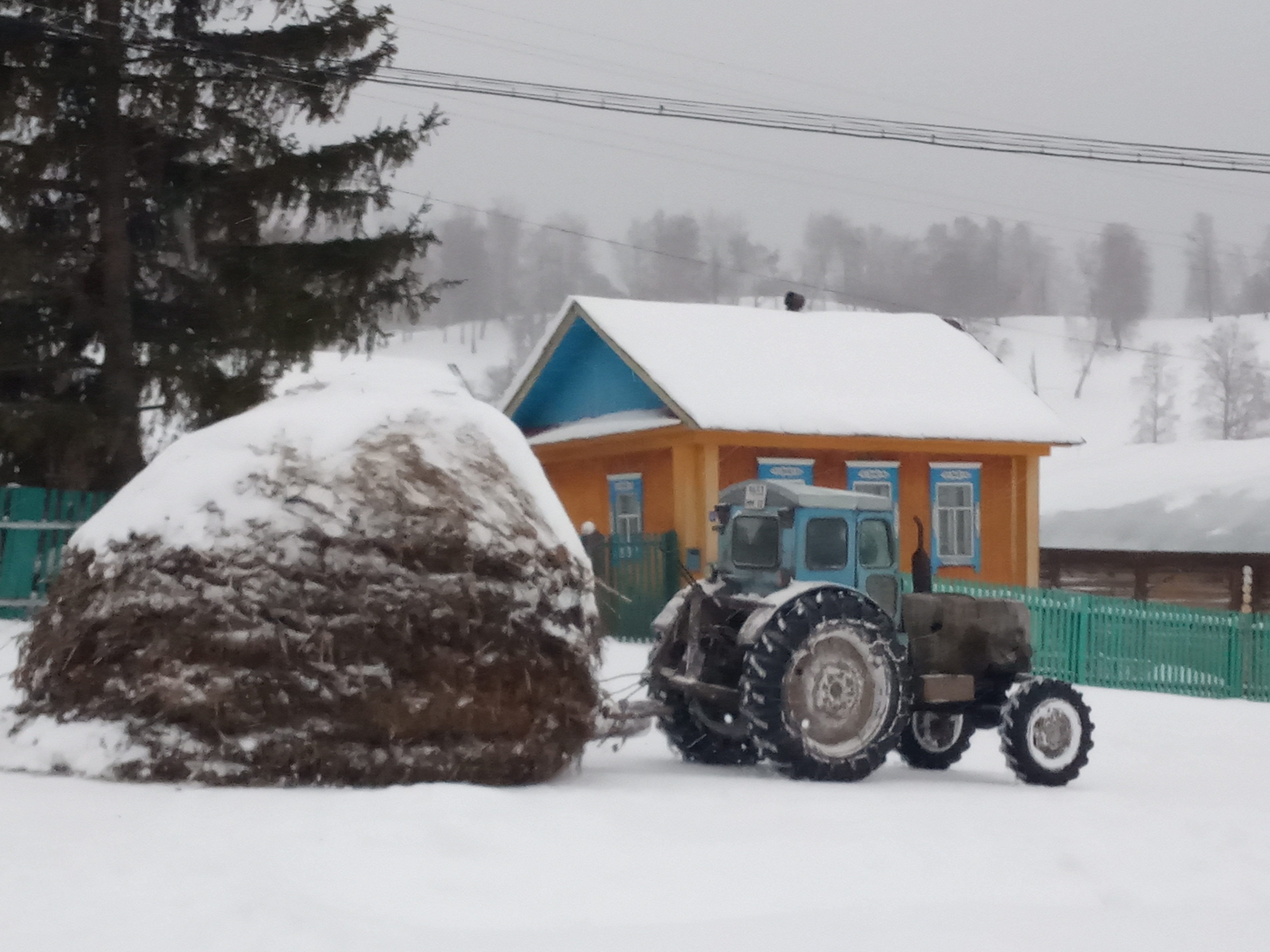
На деревенской улице
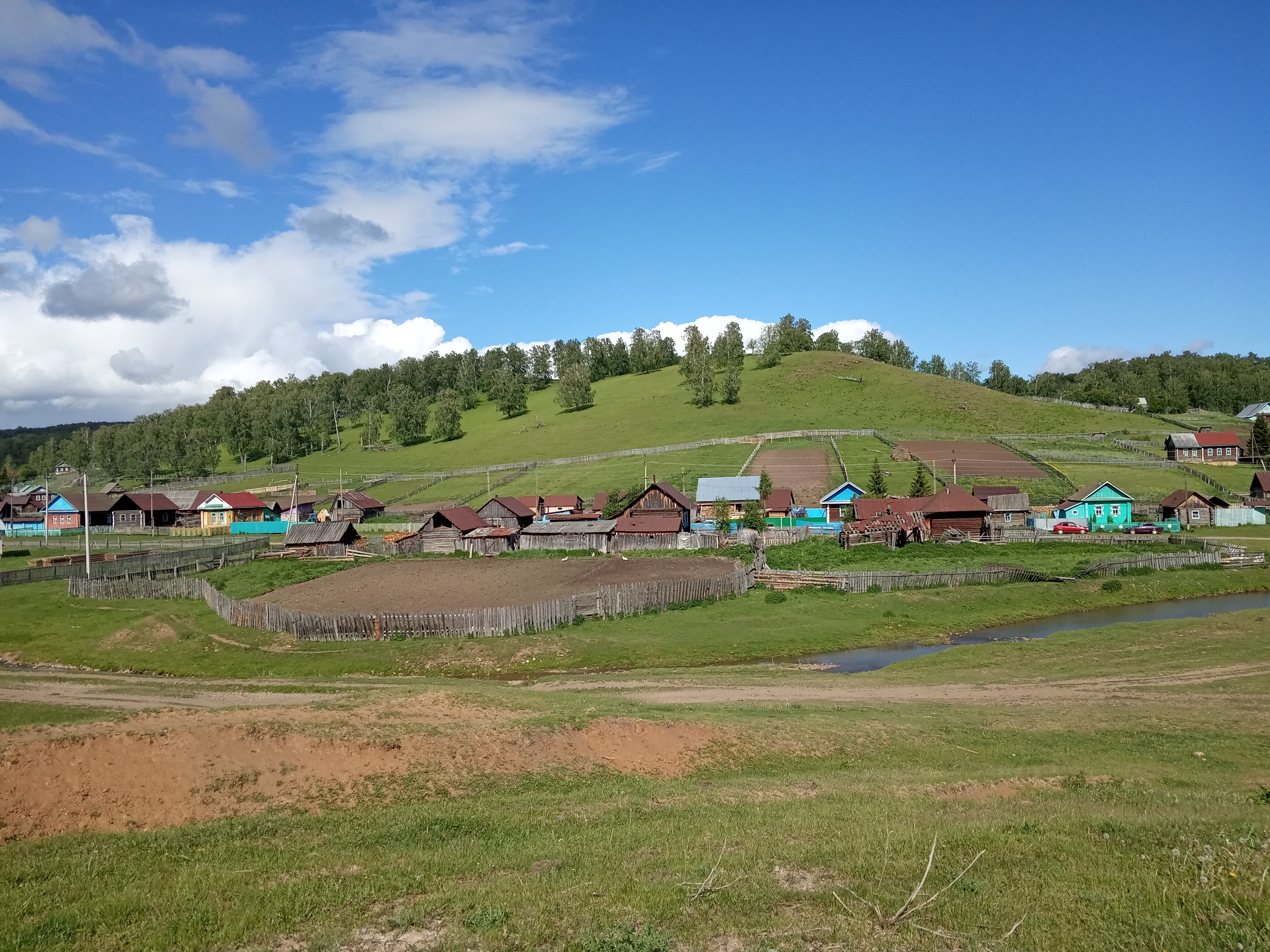
Вид на деревню